# Johann Christoph Bach I
Johann Christoph Bach (8 de desembre de 1642 – 31 de març de 1703) va ser un organista i compositor alemany del Barroc. Va ser el compositor més destacat de la família Bach de la seva generació.

## Biografia
Fill gran de Heinrich Bach, va néixer a Arnstadt, Turíngia (Alemanya). Des de 1663 va ser organista de la capella del palau d'Arnstadt. A partir del 1665 compaginà el càrrec d'organista a l'església de Sant Jordi (Georgenkirche) amb el de clavicembalista a la capella de la cort a Eisenach (Turíngia). Va estar en contacte amb el seu cosí Johann Ambrosius Bach –pare de Johann Sebastian Bach–, i a qui va donar lliçons de música. Va morir a Eisenach el 31 de març de 1703.
Quatre dels seus fills varen ser músics:
- Johann Nikolaus Bach (1669-1753)
- Johann Christoph Bach (1689-1740)
- Johann Friedrich Bach
- Johann Michael Bach

## Obra
Johann Ambrosius Bach tenia en gran estima les obres del seu cosí Johann Christoph. El considerava "el compositor més gran i expressiu de la família". Ens han arribat poques obres:
- Dues àries. Una és l'ària fúnebre a 4 veus, Mit Weinen hebt sich's an
- 4 motets a 5 veus
- 4 motets a 8 veus
- 2 cantates
- 2 laments
- Set o vuit concerts d'església
- 44 corals per a orgue
- Preludi i fuga en Mib major per a orgue
- Tres obres amb Variacions per a clavicèmbal. Una d'elles, sobre el tema Aria Eberliana pro dormiente Camillo, amb variacions.